# Isaberrysaura
Isaberrysaura (il cui nome significa "lucertola di Isabel Valdivia Berry") è un genere estinto di dinosauro ornithischio vissuto nel Giurassico medio, circa 168 milioni di anni fa (Bajociano), in Argentina. Il genere contiene una singola specie, ossia I. mollensis, descritta da Salgado et al. nel 2017, da un singolo esemplare descritto nel 2017. Nonostante il suo cranio abbia diverse convergenze evolutive con quello degli stegosauridi, è stato classificato come un basale neornithischio.

## Descrizione

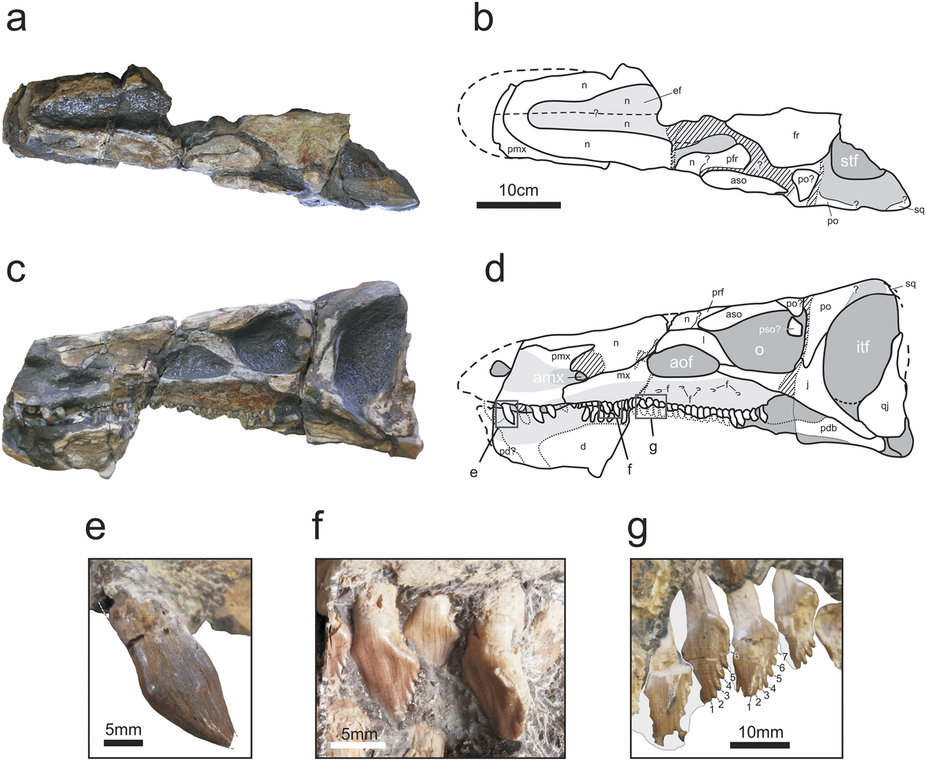
Cranio e denti di Isaberrysaura

I denti di Isaberrysaura sono eterodonti, il che indica che potrebbe aver avuto una dieta mista. Si ritiene che gli esemplari adulti di Isaberrysaura raggiungessero una lunghezza di 5-6 metri (16-20 piedi), il che lo rende un dinosauro di medie dimensioni.
Il cranio, in particolare, è molto insolito; per intero il cranio è lungo 52 cm di lunghezza per 20 cm di larghezza attraverso le orbite, e la sua altezza è pari alla larghezza. Il muso anteroventralmente dall'angolo posterodorsale della finestra temporale per ciò che è apparentemente il contatto mascellare-premascellare e la finestra temporale è dorsoventralmente profonda. Al contrario, l'orbita è subcircolare, ma non è così alto come l'antero dorsoventrale, più piccola della finestra temporale, e visibile solo nella vista laterale. Il settore antero-laterale della Fenestra sovratemporale sinistra è relativamente ben conservata ed è visibile solo in vista dorsale. La fossa antorbitale del cranio è approssimativamente triangolare. Il giugale è triradiate e il processo anteriore del giugale forma un angolo posteroventrale della fossa antorbitale e supera anteriormente alla base del lacrimale, una caratteristica già vista nei thyrephori basali e negli stegosauri. Il processo dorsale del giugale è proporzionalmente lungo. Il quadratogiugale è molto ampio e la premascella non è completamente conservata mentre il materiale post-cranico è ancora non descritto al momento. La dentatura dell'animale è eterodonta, con sei denti intermascellari e trenta denti mascellari. L'aspetto generale era molto simile a quello degli stegosauri, anche se mancano le piastre dorsali caratteristiche della famiglia e probabilmente era un animale bipede.

## Classificazione
La classificazione di Isaberrysaura è alquanto problematica; l'olotipo condivide diversi tratti sia con i Thyreophora sia con altri ornitopodi, come gli iguanodonti, gli hadrosauri e ornitopodi come Thescelosaurus. Per questo motivo, è stato posto in Genasauria, alla base dell'albero della famiglia in questo gruppo di ornitischi. Tre gruppi di dati all'interno dello stesso studio di Salgado et al. indicano che l'animale possiede caratteristiche comuni con i neornithischi e i thyreophori, ma non si adatta all'interno di uno di questi due gruppi, il che rappresenta un morfotipo precedentemente sconosciuto agli Ornithischi nel suo complesso.

## Storia della scoperta
Il campione olotipico di Isaberrysaura è stato scoperto nei livelli del delta marino della Formazione Los Molles, risalente all'età del Bajociano, di Isabel Valdivia Berry, da cui deriva il nome generico dell'animale. L'olotipo, noto come MOZ-Pv 6459, è costituito da uno scheletro parziale, con un cranio quasi completo (il materiale post-craniale è ancora in fase di preparazione), sei vertebre cervicali, quindici vertebre dorsali, un osso sacro con un ileo parziale e pube apparentemente completo, nove vertebre caudali, parte di una scapola, alcune costole, con l'aggiunta di frammenti non identificabili.

## Paleobiologia

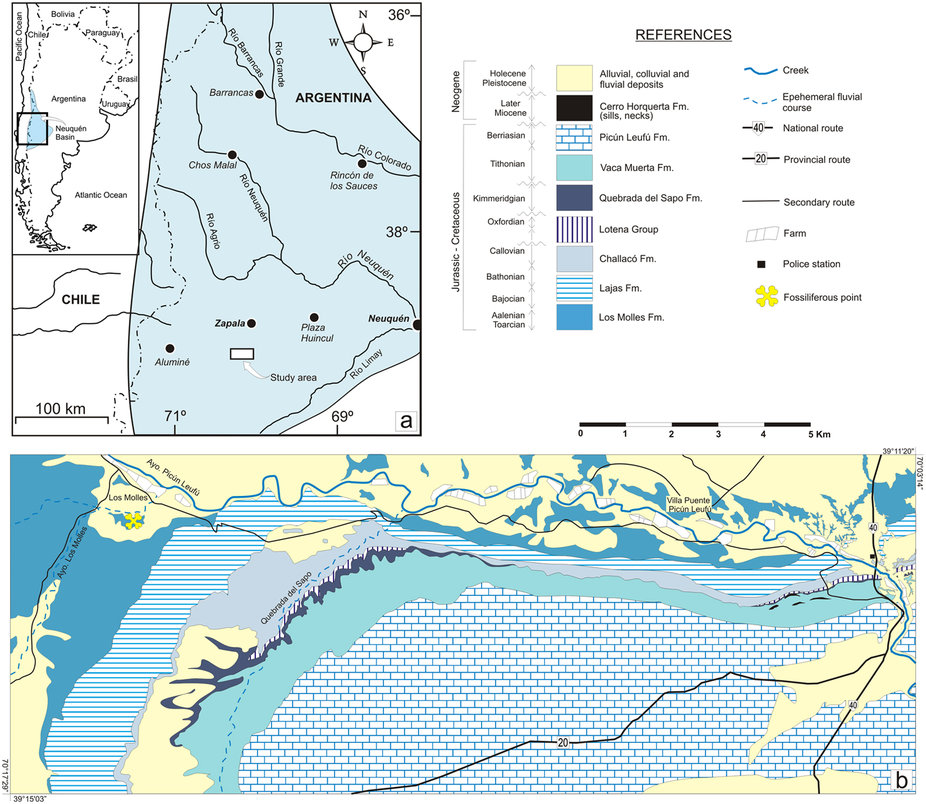
Mappa del ritrovamento dell'olotipo di Isaberrysaura

Il campione olotipico di Isaberrysaura conserva ancora il contenuto dello stomaco dell'animale. All'interno della cassa toracica, è stata ritrovata una massa di semi fossili, il che rappresenta il primo pasto conservato scoperto in un ornithischio basale. Sono stati ritrovati due tipi di semi vicino alle costole posteriori di Isaberrysaura, distinti secondo le loro dimensione. I semi più grandi conservano tre strati: la sarcotesta esterna e carnosa, la sclerotesta e lo strato interno (possibilmente corrispondente al Nucellus). Questi semi sono assegnati ai cycads della famiglia Zamiineae. I maggiori semi conservati tre strati: un sarcotesta esterna carnosa, il sclerotesta, e lo strato interno (possibilmente corrispondente al nucello). Questi semi sono stati attribuiti a delle cycadi della famiglia dei Zamiineae, sulla base di una coronula ben definita nella regione micropylare, mentre i semi più piccoli non sono ancora stati identificati. La natura intatta dei seme e la presenza di un sarcotesta nei semi più grandi suggerisce che l'Isaberrysaura avesse inghiottito l'intero seme senza masticare, e che il seme era rrivato nella prima fase di digestione in base alla loro posizione nel budello. Sulla base dei denti, è possibile che il dinosauro avesse una dieta onnivora mista, tuttavia non è stata ritrovata alcuna traccia di resti animali. Resta altresì possibile che ci fossero dei batteri intestinali microbici che aiutassero a digerire tale materiale vegetale, come i semi.